# Sterling (Colorado)
Sterling es una ciudad ubicada en el condado de Logan en el estado estadounidense de Colorado. En el año 2010 tenía una población de 14 777 habitantes y una densidad poblacional de 830,2 personas por km².

## Geografía

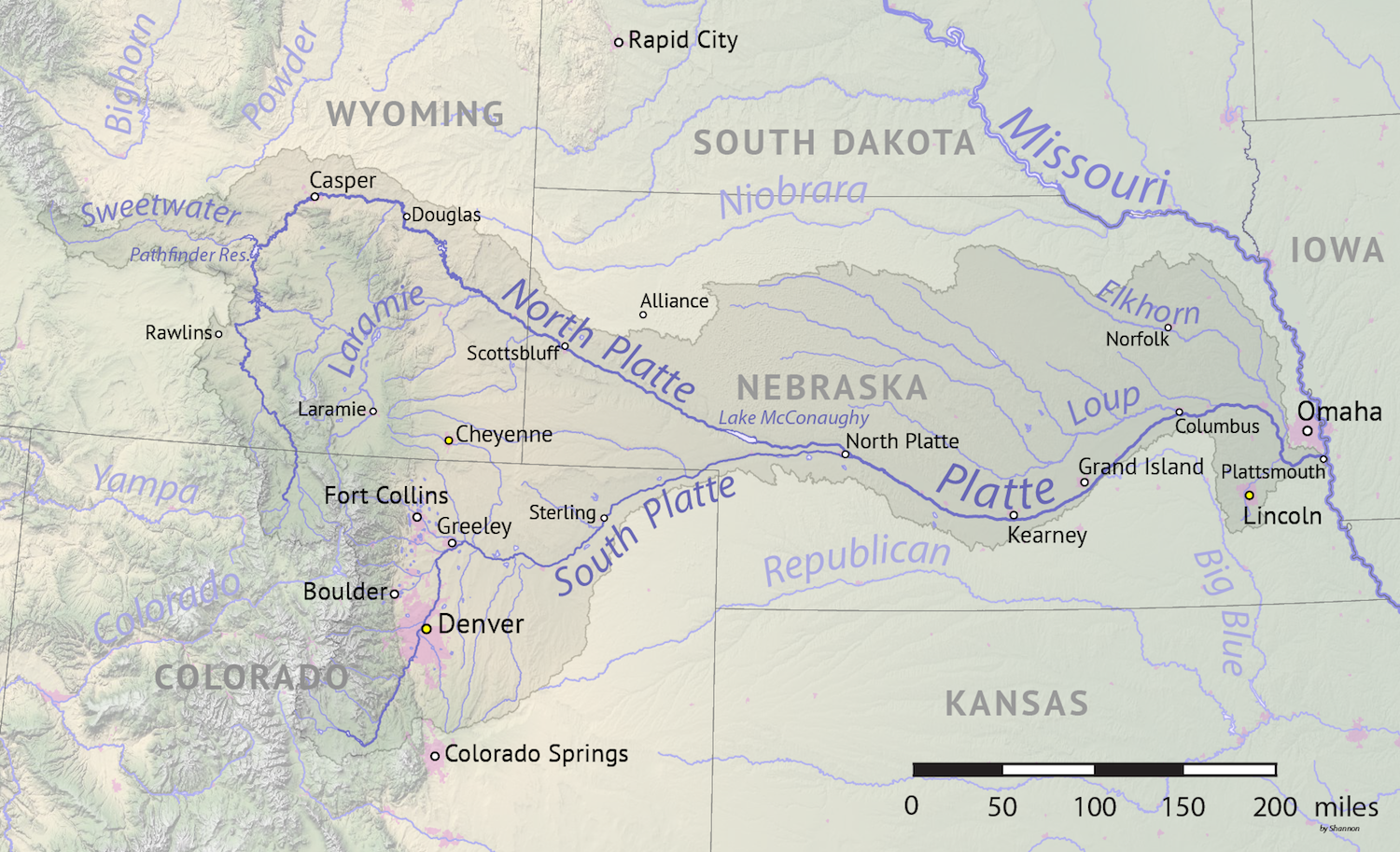
Mapa del río Platte en el que aparece —a la izquierda— Sterling

Sterling se encuentra ubicada en las coordenadas 40°37′32″N 103°12′42″O / 40.62556, -103.21167.

## Demografía
Según la Oficina del Censo en 2000 los ingresos medios por hogar en la localidad eran de $27 337, y los ingresos medios por familia eran $39 103. Los hombres tenían unos ingresos medios de $27 921 frente a los $20 508 para las mujeres. La renta per cápita para la localidad era de $15 287.